# Paysage mort

Paysage mort (titre original : Holt vidék) est un film hongrois réalisé en 1972 par István Gaál.

## Synopsis
- Peu à peu abandonné par ses habitants, un village est condamné à une lente agonie. Ne restent bientôt qu'un couple, Anti et Juli, et une vieille voisine, surnommée « tante Erzsi » dont le fils vit au Canada. L'existence devient trop difficile sur ce coin de terre et Juli est progressivement annihilée par l'angoisse et le sentiment de solitude, car son fils est pensionnaire en ville et son mari doit travailler à l'extérieur. Et la mort de « tante Erzsi » achève de la désorienter... Un matin, elle se glisse plus ou moins volontairement à l'intérieur d'un précipice... Un film qui lie la fin d'un monde et la destruction progressive des repères personnels chez un être humain.

## Fiche technique
- Titre du film : Paysage mort
- Titre original : Holt vidék
- Réalisation : István Gaál
- Scénario : I. Gaál, Péter Nádas
- Photographie : János Zsombolyai, couleurs
- Décors : Jòzsef Romvári
- Musique : András Szőllősy
- Durée : 95 minutes
- Année de réalisation : 1972
- Pays de production :  Hongrie
- Genre : Film dramatique

## Distribution artistique
- Mari Törőcsik : Juli
- István Ferenczi : Anti
- Irma Patkos : tante Erzsi

## Commentaire
- « Le réalisme désespéré de Paysage mort, description sans concession de la lente asphyxie d'un village, fut mal reçu dans son pays. C'est pourtant là, sans doute, qu'István Gaál a donné le meilleur d'une sensibilité d'écorché vif. » (Émile Breton, in : Dictionnaire des cinéastes, Éditions Microcosme/Seuil, 1990)